# Щастя (фільм, 2024)
Щастя (ісп. Alegria) — короткометражний фільм Романа Качанова. У головній ролі — Олексій Горбунов.

## Сюжет
У маленькому іспанському місті живе Старий. Він біженець з України. Старий рятується від війни, що йде у нього на Батьківщині. Він живе в пансіонаті для літніх людей. Щодня він бродить набережною, грає з іспанськими людьми похилого віку в доміно. Одного разу пізно ввечері за Старим приїжджає його сім'я.

## У ролях
- Олексій Горбунов — Старий
- Ірина Кудашова — Донька
- Квітослава Воробей — Онука
- Владислав Бєлошеїн — Зять

## Знімальна група
- Режисер-постановник, автор сценарію, продюсер — Роман Качанов
- Продюсери: Ян Вайнрух, Павло Морозов, Владислав Бєлошеїн
- Виконавчий продюсер — Гарі Браун
- Лінійний продюсер — Олена Кришталева
- Оператор-постановник — Алег Баранау
- Композитор — Павло Молчанов
- Монтаж — Маргарита Смирнова
- Художник-постановник — Павло Ковальов
- Художник по костюмах — Валерія Ануфрієва
- Художник з гриму — Марина Тетерева
- Кастинг-директор — Наталія Дорошенко
- Помічники режисера — Діна Качанова, Дар'я Кудрявцева
- Помічник художника по костюму — Олександр Нестеренко
- Механік камери — Олександр Бєліков
- Гафер — Андрій Шереметьєв
- Помічник оператора — В'ячеслав Колеснілов
- Освітлювач — Іван Акімов

## Зйомки та прем'єра
Прем'єри фільму відбулися 12 квітня 2024 року в Києві та 19 травня 2024 року у Варшаві.
Інтерв'ю Олексія Горбунова для Радіо «Свобода»:
«Рома Качанов тут зняв в Іспанії [у місті Торрев'єха] у лютому [2023 року]… […] „короткий метр“, фільм „Щастя“. Він так і називається українською мовою — „Щастя“. Бо фільм іспансько-український. Дуже зворушлива історія… Сподіваюся, що ми її у Києві…[…] у травні покажемо все-таки. Може, прем'єру зробимо у Києві, бо історія головного героя — дідуся, якого граю я, який з України потрапляє до Іспанії і який весь час чекає на свою сім'ю…»

## Критика
Троїцький Артемій Ківович:
«Фільм приголомшливий … Я Роме Качанову сьогодні сказав, при тому, що він, звичайно, зняв і Даун Хаус і ДМБ і ще кілька фільмів навіть за моєю участю. Я йому чесно сказав, що я вважаю, що це його найкращий фільм. Нехай це і короткий метр, але… кількість [хвилин] нічого не означає, все означає якість; все означає — який удар цей фільм завдає; мене цей фільм просто скосив…»